# Kanton Štrasburk-3
Kanton Štrasburk-3 (fr. Canton de Strasbourg-3) je francouzský kanton v departementu Bas-Rhin v regionu Grand Est. Tvoří ho pouze část města Štrasburk.